# Furnace Creek
Furnace Creek és una concentració de població designada pel cens dels Estats Units a l'estat de Califòrnia. Segons el cens del 2000 tenia 31 habitants.

## Clima
Durant molts anys l'Organització Meteorològica Internacional va reconèixer una temperatura màxima mundial de 57.8 °C (136.0 °F) assolits a Aziziya, Líbia el 13 de setembre de 1922, però el 13 de setembre de 2012 va fer un comunicat en què invalidà aquella dada per tenir un error d'anotació. A partir d'aquell dia la temperatura màxima es considera els 56.7 °C (134 °F) assolits en aquesta població el 10 de juliol de 1913.

## Demografia
Segons el cens del 2000, Furnace Creek tenia 31 habitants, 15 habitatges, i 9 famílies. La densitat de població era de 0,4 habitants/km².
Dels 15 habitatges en un 26,7% hi vivien nens de menys de 18 anys, en un 33,3% hi vivien parelles casades, en un 20% dones solteres, i en un 40% no eren unitats familiars. En el 40% dels habitatges hi vivien persones soles el 13,3% de les quals corresponia a persones de 65 anys o més que vivien soles. El nombre mitjà de persones vivint en cada habitatge era de 2,07 i el nombre mitjà de persones que vivien en cada família era de 2,33.
Per edats la població es repartia de la següent manera: un 19,4% tenia menys de 18 anys, un 6,5% entre 18 i 24, un 22,6% entre 25 i 44, un 32,3% de 45 a 60 i un 19,4% 65 anys o més.
L'edat mediana era de 46 anys. Per cada 100 dones de 18 o més anys hi havia 108,3 homes.
La renda mediana per habitatge era de 25.625 $ i la renda mediana per família de 32.500 $. Els homes tenien una renda mediana de 21.250 $ mentre que les dones 30.000 $. La renda per capita de la població era de 14.929 $. Entorn del 12,5% de les famílies i el 20,8% de la població estaven per davall del llindar de pobresa.

## Poblacions més properes
El següent diagrama mostra les poblacions més properes.